# Ислам.ру
Ислам.ру — российский информационный интернет-портал, посвящённый освещению положений ислама и его общественной, культурной роли. Один из крупнейших исламских сайтов в Рунете. С 2000 по 2011 года имел около 15 тематических разделов, включая новостной, аналитический, религиозный, посвященный суфизму.
На сайте публикуются новости, статьи, религиозные тексты (в частности, тексты молитв), имеется рубрика «Линия доверия», посредством которой оказывается психологическая, юридическая и богословская консультация. Материалы сайта используются и распространяются российскими СМИ. Ресурс имеет свои страницы во всех популярных социальных сетях, через которые поддерживается обратная связь с читателями.

## История
Создан в 2001 году Духовным управлением мусульман Дагестана при участии ряда фондов. По данным «Кавказского узла», его финансировал дагестанский предприниматель Абусупьян Хархаров. Первым главным редактором сайта являлся Марат Сайфутдинов.
На сайте в данный момент 13 разделов. Работает также полноценная англоязычная версия сайта, которая была разработана и запущена под руководством на тот момент главного редактора Айны Патимат Гамзатовой.

## Редакция
С 2001 года по 2011 год заместителем шеф-редактора и  руководителем информационно-аналитического отдела издания являлся Р. М. Мухаметов.
В феврале 2011 года сменилась редакция сайта. Директором сайта стал сотрудник Духовного управления мусульман Дагестана (ДУМД) Мурад Османов. Мурад Османов погиб вместе с шейхом Саидом-афанди аль-Чиркави 28 августа 2012 года. С 2011 года главный редактор — Айна Гамзатова. 5 марта 2018 года главным редактором был назначен Магомедов Магомед Юсупович.

## Отзывы
Религиовед и исламовед Р. А. Силантьев отмечал, что портал создавался с целью «защищать интересы традиционных мусульман, а также популяризировать труды дагестанских богословов и ценности местных тарикатов. Именно на нём появилась первая ежедневная новостная лента, особенностью которой является режим обновления раз в сутки — глубоким вечером на неё выставляются новости за прошедший день».
Религиовед и исламовед А. В. Малашенко считает, что «Ислам.ру» это «самый популярный общероссийский исламский веб-сайт», хотя и отмечает его радикальность.